# Armada de la República Espanyola

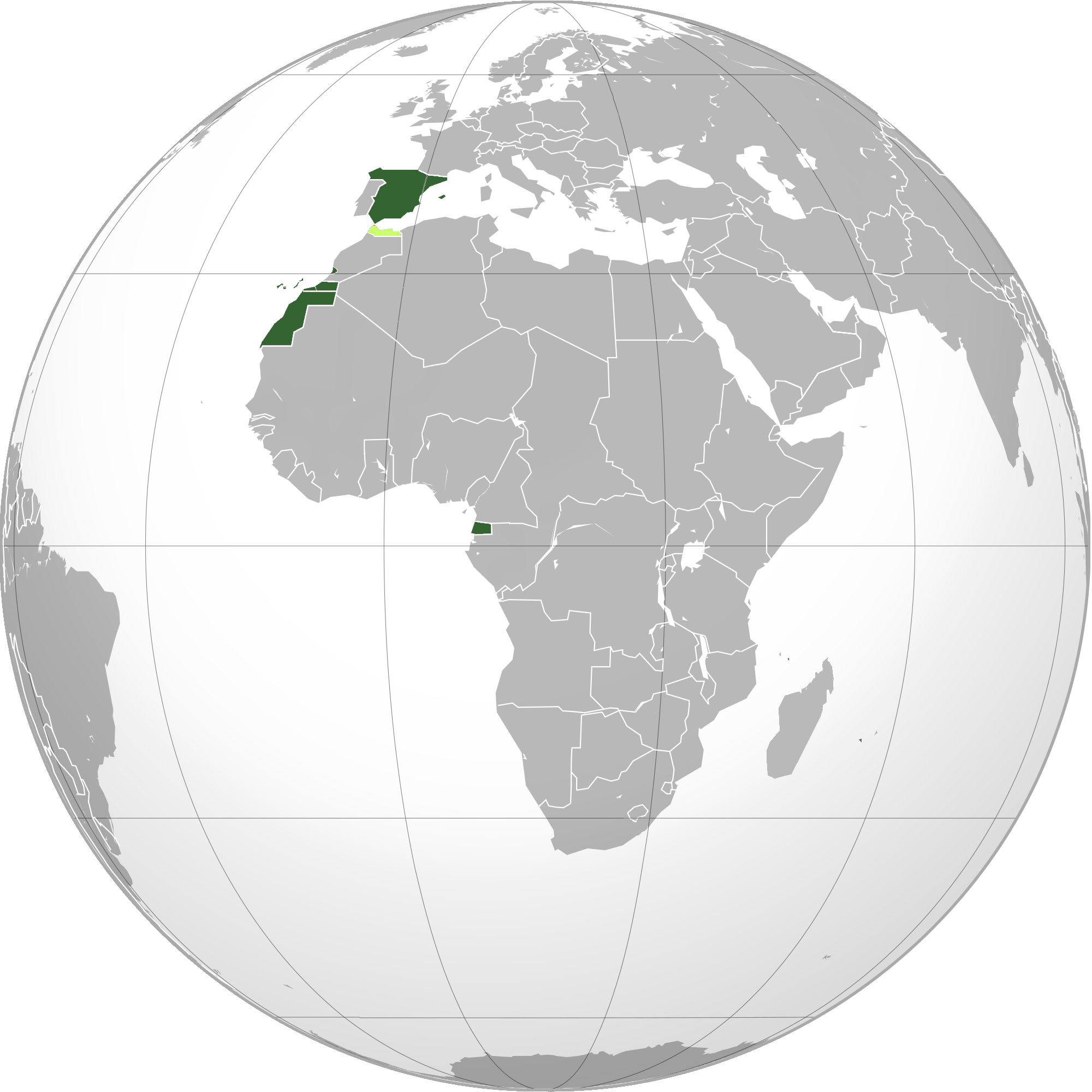
Espanya i les seves colònies durant la República espanyola (1931-1939)

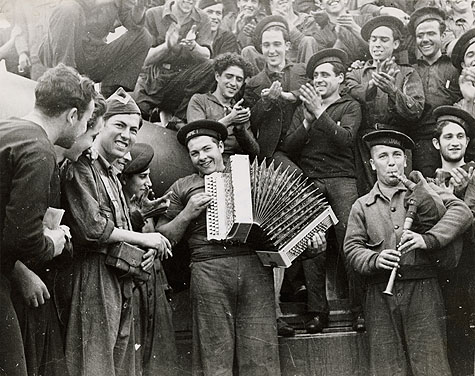
Mariners republicans del Jaime I fotografiats per Gerda Taro a Almería, febrer de 1937.

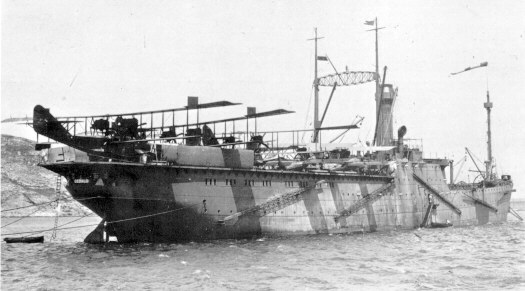
El transport d'aeronaus Dédalo

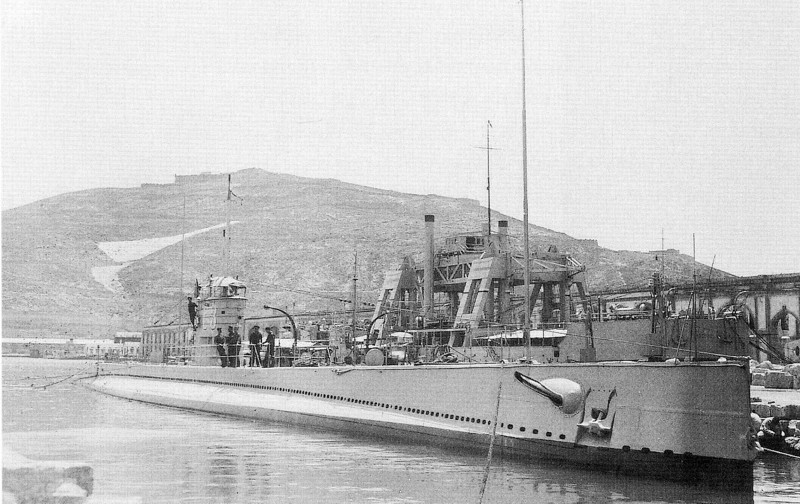
Vaixell de rescat de submarins Kanguro en segon terme i submarí espanyol C-3 en primer terme a la base naval de Cartagena abans del enfonsament del submarí per un submarí alemany U-34

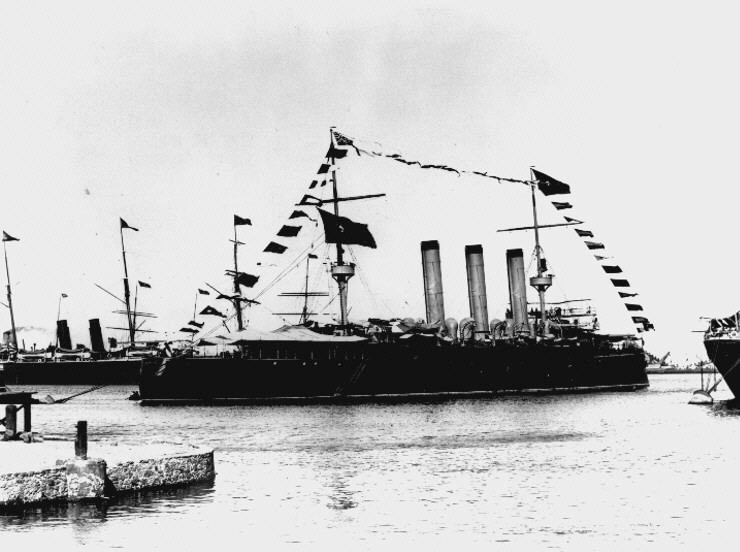
Cruiser Emperador Carlos V que ja no era en servei actiu durant la República. Va ser utilitzat com a pontó per exercicis

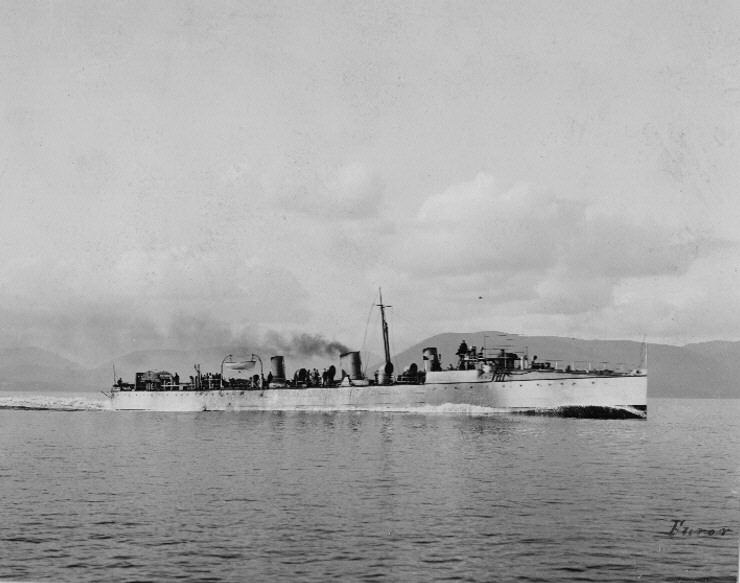
Destructor Furor, similar al Proserpina

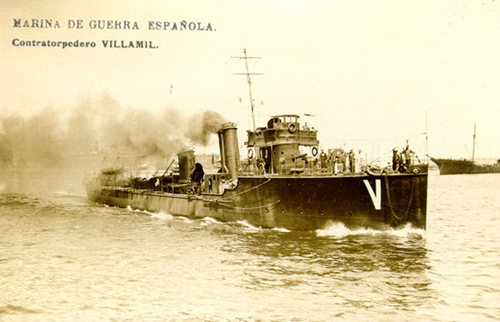
Destructor Villaamil, segona unitat de la classe Bustamante, en unes maniobres

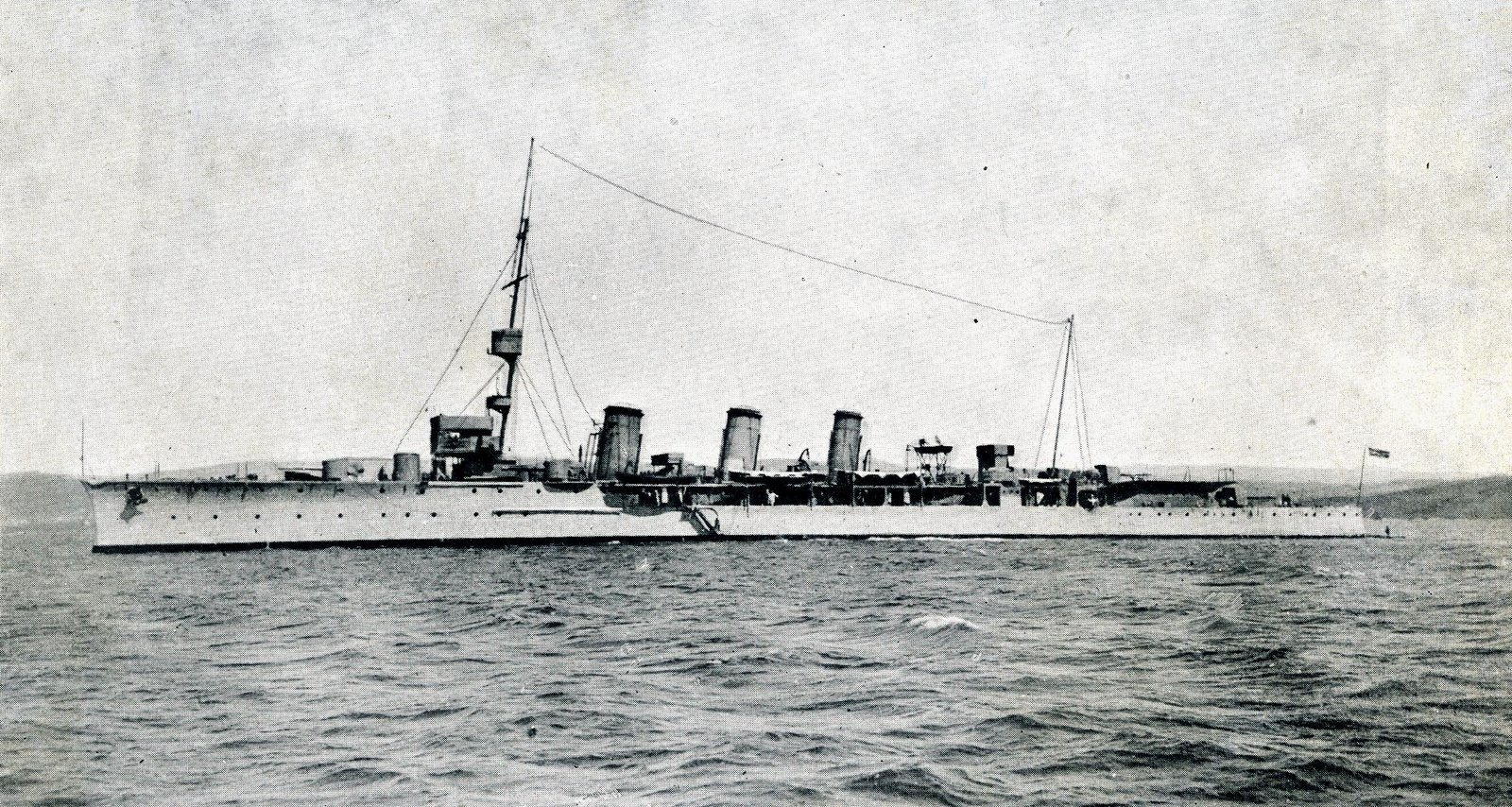
Creuer lleuger Blas de Lezo, enfonsat en un accident l'any 1932

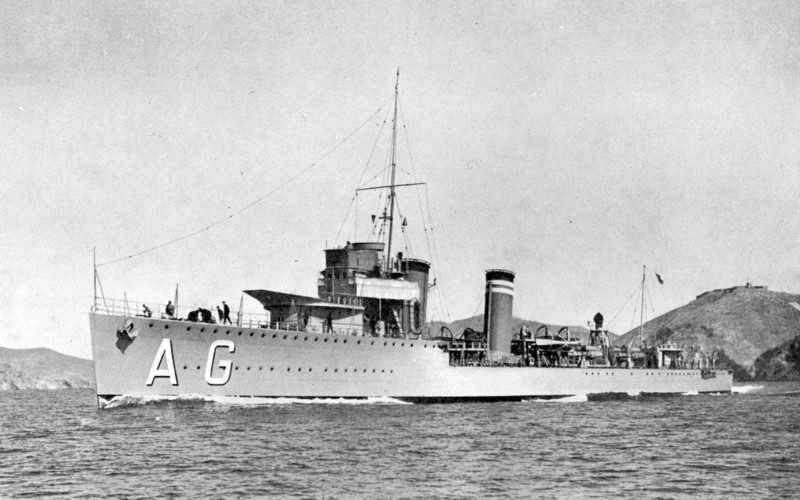
Destructor Alcalá Galiano de la classe Churruca

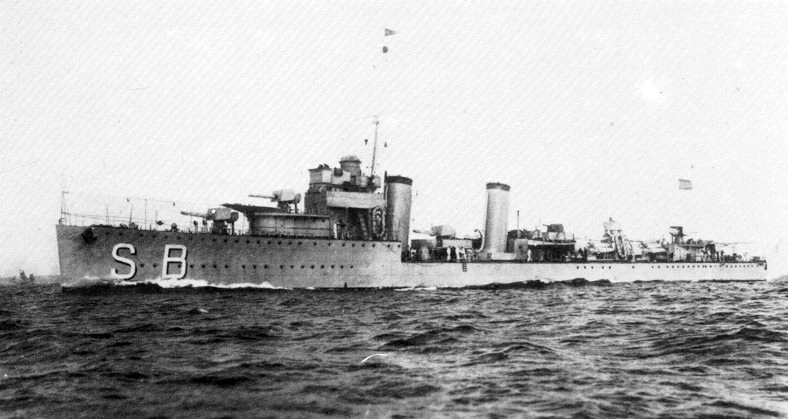
Destructor Sánchez Barcáiztegui

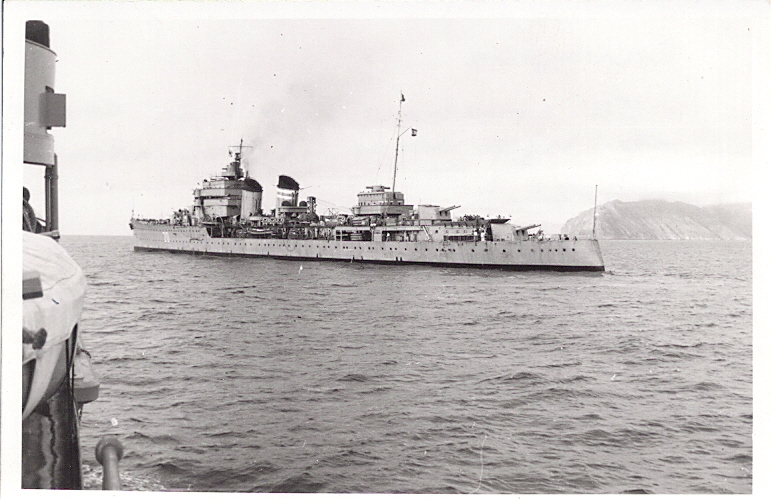
Creuer lleuger Miguel de Cervantes

L'Armada Republicana espanyola era el braç naval de les Forces armades de la Segona República espanyola, el govern establert a Espanya entre 1931 i 1939.

## Història
En la mateixa manera com les altres dues branques de les Forces armades Republicanes espanyoles, l'Armada Republicana espanyola va passar per dues fases clares durant la seva existència:
- Fase prèvia a la Guerra Civil, abans del cop de juliol 1936 que fractura la institució militar espanyola.
- La situació després del cop armat, quan la majoria de la flota va quedar lleial al govern republicà després que les tripulacions es varen imposar als seus oficials formant comitès. En conèixer la rebel·lió, molts oficials s'hi van unir i d'altres varen dubtar; aproximadament només el 5% dels oficials superiors van estar fidels a la República espanyola.[1] El cos d'oficials va ser posteriorment recompost parcialment amb l'objectiu de millorar coordinació durant la Guerra Civil espanyola.

### Primers anys de la República (1931-1936)
Espanya havia heretat una gran Armada dels temps colonials. Una considerable flota Militar era necessària quan la corona espanyola governava sobre llocs tan llunyans com les Filipines i Cuba, però pels anys 1930 els militars joves van veure la institució massa gran, antiquada i ineficaç. Varen criticar els costos i a la manca de resultats de l'exèrcit espanyol durant la guerra del Rif al Marroc i la seva opinió era de tenir una Armada més petita i moderna que encaixés amb les necessitats del país. Ramón Franco, qui era en la Força Aèria al temps de la proclamació de la Segona República espanyola, va dir: "Les nostres colònies —referint-se a les petites posicions en les ribes marroquines, el Sàhara Occidental i Guinea Equatorial— no necessiten una armada forta amb grans i nombroses unitats. La vigilància dels nostres ports, la implantació de les lleis de pesca i la prevenció del contraban són avui dia les úniques missions que la nostra Armada ha de fer."
Els oficials superiors de l'Armada ja els anava bé el sistema vell, gaudint dels avantatges i el prestigi de l'Armada que els proporcionava. La vida dels oficials als escalafons superiors de l'Armada espanyola era més atractiva que a l'Exèrcit i Força Aèria, incloent-hi sovint afiliació a Clubs nàutics, amb regates, sopars de gala i festes socials, varen mirar amb desconfiança les reformes que a les forces armades va introduir el nou Ministre de Guerra republicà Manuel Azaña al cap de pocs mesos de nou govern. L'objectiu d'Azaña era modernitzar l'Exèrcit espanyol i disminuir les despeses de l'estat posteriorment a la Gran depressió. El nomenament de Santiago Casares Quiroga, un civil sense coneixements sobre la Marina no va ser ben rebut pels oficials tradicionals de l'Armada que van menysprear Casares Quiroga i en privat hi feien burla.
Amb l'objectiu de guanyar-se el favor dels oficials en posicions importants a l'Armada, el Govern Republicà va promoure l'ascens d'homes com el Comandant Ángel Rizo Bayona i l'enginyer Alfredo Cal Díaz. Però Azaña, demostrà sovint falta de tacte amb els agents més conservadors de l'Armada espanyola i va establir una profunda desconfiança entre la majoria dels alts oficials de l'Armada i el nou govern. Ja des de l'inici de la República es varen prendre mesures de reforma militar com la revocació de la "Llei de Jurisdiccions" (Ley de Jurisdicciones) de 17 d'abril de 1906, de reforma del sistema d'ascensos, de reducció i rebuig d'unitats manques d'eficàcia, de reducció del nombre d'alts oficials i, finalment, la substitució del Tribunal Militar (Consejo Supremo de Guerra y de Marina) les funcions del qual varen ser atorgades a un departament Militar del Tribunal suprem, entre altres mesures.
La República espanyola va ser proclamada en els temps de la implantació creixent del Feixisme a Europa, ideologia que era molt atractiva a sectors de l'exèrcit espanyol d'aquell temps. El 1935, l'Unión Militar Española (UME), organització militar secreta de simpatitzants amb el feixisme dins les Forces armades Republicanes espanyoles, va tenir molta influència entre els oficials espanyols que varen començar oberta a mostrar hostilitat vers la República. Amb l'objectiu de neutralitzar aquest moviment, Eugenio Rodríguez Sierra, un oficial de l'Armada Republicana espanyola va participar activament en la fundació de la Unión Militar Antifascista (UMA) que posteriorment es va fusionar amb la Unión Militar Republicana (UMR), un altre grup clandestí amb objectius similars que es va fundar el 1929 a l'Exèrcit, per tal de crear la Unión Militar Republicana Antifascista (UMRA). Aquesta organització tindria una gran influència entre els oficials de baixa graduació i els suboficials de l'Armada Republicana espanyola, oposant-se fermament a la ideologia conservadora dels seus oficials superiors.

### La Guerra Civil (1936-1939)
La sublevació de juliol 1936 va donar un cop sever a l'estructura de les Forces armades Republicanes espanyoles, causant una fragmentació tractant d'unir els rebels i perjudicant els sectors lleials al govern republicà. El resultat del pronunciament, especialment en ciutats com Madrid, Barcelona, Bilbao i València, juntament amb l'esfondrament d'autoritat i la manca d'acord en les primeres breus negociacions, varen ser alguns dels factors que van fer que el conflicte anés cap a la guerra oberta. El govern de José Giral va intentar agrupar voluntaris urgentment en un exèrcit format amb les unitats que havien quedat lleials. La urgència del moment va facilitar la formació de milícies populars a les quals partits i sindicats varen proporcionar armes.
Les bases navals principals de l'Armada Republicana espanyola eren a Ferrol, Càdis i Cartagena. La presa de poder de l'Armada pels sublevats va fallar principalment perquè els missatges que demanaven una rebel·lió contra la República espanyola no varen ser enviats en forma codificada als oficials sèniors que comanaven els vaixells. Un jove radiotelegrafista, Benjamín Balboa, va ser conegut més tard com a autor de la filtració de la notícia.
Com a resultat, la majoria de les tripulacions als vaixells van ser alertades i varen prendre el poder sobre els seus oficials. Per això, la majoria dels vaixells de l'Armada espanyola van quedar inicialment lleials a la república. Molts dels oficials superiors experimentats varen ser empresonats i alguns van ser morts durant els motins, un fet que dificultaria l'eficàcia de l'Armada fidel a la República.
La rebel·lió, tanmateix, va tenir èxit en grans zones del Nord i del Sud d'Espanya i les importants bases de Ferrol i Càdis cauria en mans dels sublevats. Els navilis de guerra que eren a la drassana, incloent-hi el creuer Canarias que era en construcció a Ferrol, va ser capturat i posat en ús precipitadament. Càdis va ser capturat pels rebels amb l'ajut de les primeres tropes de l'Exèrcit d'Àfrica.
Malgrat el fet que la part més gran de la costa espanyola era en el costat republicà i malgrat el gran nombre d'unitats navals que pertanyen a l'Armada Republicana, hi havia una manca d'acció eficaç en el bàndol republicà en les decisives primeres setmanes de la guerra. Alguns dels comandants més experimentats, com Francisco Bastarreche, Pedro Nieto Antúnez, Francisco Núñez Rodríguez, Gabriel Pita da Veiga y Sanz, Francisco Regalado Rodríguez, Manuel Vierna Belando i els germans Francisco i Salvador Moreno Fernández, varen unir-se als sublevats. Els "comitès de tripulació" (Comités de Buque) que havien agafat el comandament dels vaixells no van ser capaços de la coordinació necessària.
Més tard, al final del 1936, Indalecio Prieto que era el Ministre de Defensa anul·laria els Comités de Buque com a part de la seva reorganització de les Forces armades Republicanes.
L'exèrcit del Tercer Reich i l'exèrcititalià va proporcionar un suport decisiu al general Franco impedint que l'Armada Republicana pogués de mantenir el bloqueig de l'Estretde Gibraltar. Per això, el 5 agost 1936, el conegut com Comboi de la Victòria va poder portar un mínim de 2,500 homes de l'Exèrcit d'Àfrica des del Marroc espanyol a l'Espanya peninsular trencant el bloqueig republicà. Des del 6 d'agost els vaixells sublevats van travessar l'Estret de Gibraltar, amb bombarders italians sobre la coberta mentre el destructor Alcalá Galiano de classe Churruca va ser atacat per un avió italià en anar a donar suport a Màlaga. Es creu que 18 mariners varen morir i 28 foren ferits.
El 7 d'agost 7, el Jaime I i el creuer Libertad varen bombardejar Algeciras i varen malmetre severament el canoner Eduardo Dato i el transport armat Uad Kert (anteriorment Clase-Castle HMS Rother; ex-HMS Anthony Aslete). Poc després un Junkers Ju 52 alemany va atacar el cuirassat Republicà Jaime I i els bombarders italians varen començar a assetjar la flota Republicana de manera que no pogués impedir més el pas de vaixells de transport des d'Àfrica a la Península. A més, dos creuers alemanys, que varen donar ajuda a les tropes sublevades, el Deutschland i l'Admiral Scheer varen patrullar l'Estret com a part de les missions de no-intervenció.
Ultra, les autoritats del Regne Unit dins Gibraltar i Tànger eren obertament hostils a la República. Empreses petrolieres britàniques a Gibraltar, refusaren de vendre combustible a l'Armada Republicana i la Comissió Internacional a Tànger va negar l'ús del seu port a l'Armada Republicana espanyola, reclamant que "seria contrari a la neutralitat de la ciutat". No obstant això, el mateix governador (britànic) va autoritzar el pas d'aliments, béns i gasolina pels avions de transport alemanys i les seves tripulacions situades al Marroc espanyol. Pel final de setembre, la República havia perdut el control de les aigües entre Marroc i la Península.

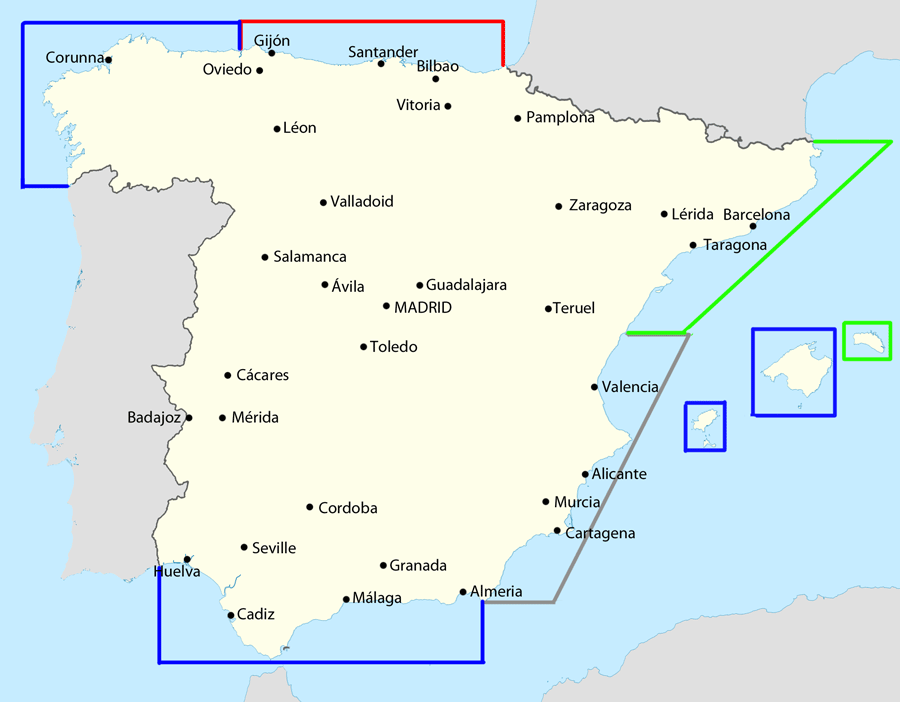
Zones de control de l'anomenada "no-intervenció": En vermell, el Regne Unit; en blau, França; en verd, Itàlia; en gris, Alemanya

Des d'aquests esdeveniments, la marina republicana va haver d'operar únicament des de les seves bases a Màlaga i Cartagena. A més, els avions del cos de l'Aeronáutica Naval eren incapaços d'obstaculitzar el massiu transport per via aèria de tropes des del Marroc espanyol que feia el bàndol insurgent. Això va ser el primer combat al món amb transport aeri massiu de tropes i es va fer utilitzant majoritàriament avions Ju 52 proporcionats pel govern de Hitler durant la fase de rearmament de l'exèrcit alemany. Seguidament, l'operació naval de nom Expedición al Mar Cantábrico a setembre i octubre de 1936 va situar els navilis del bàndol sublevat al mar Cantàbric i l'Armada Republicana quedà operativa pràcticament tan sols al Mar Mediterrani i les operacions en el mar Cantàbric van ser fetes per l'Armada Auxiliar basca. Però a finals de 1937 la totalitat de la costa del nord va ser presa pels sublevats després de la caiguda d'Astúries i molts vaixells van ser agafats pels rebels, incloent-hi el destructor Císcar, el qual després de ser condicionat de nou va ser part de l'Armada Nacionalista.
Posteriorment a la derrota de la flota Republicana de data 27 de setembre de 1938 a la Batalla de Cap Cherchell, quan una sèrie d'errors tàctics en el comandament del bàndol republicà va permetre fugir al creuer rebel Baleares, Luis González de Ubieta esdevenia el Capità general de la flota i el comandant Miguel Buiza Fernández-Palacios va ser rellevat de les seves responsabilitats. El President Manuel Azaña no podia amagar la seva decepció reconeixent, en les seves memòries, la greu indecisió de l'anterior comandant de l'Armada Republicana malgrat tenir-hi un nombre més gran de vaixells. S'ha d'anotar que ambdós comandants de la flota eren joves (en els seus 30) i havien estat promocionats pel Ministre de Defensa Indalecio Prieto a causa de la manca d'oficials de nivell alt i lleials a la República.
Sota Luis González de Ubieta l'Armada Republicana es concentrà en la protecció de combois marítims que subministraven la República espanyola, aïllada internacionalment, així com en la formació d'oficials navals i de les tripulacions dels seus vaixells.
A març de 1938 el Baleares, acompanyat per cinc destructors del bàndol rebel, va ser acorralat un altre cop per l'Armada Republicana en la que va ser la Batalla del Cap de Palos, a la vora de la costa de Cartagena. Durant les canonades del duel, els destructors Republicans Sánchez Barcáiztegui, Lepanto i Almirante Antequera, varen disparar els seus torpedes. Dos o tres torpedes del Lepanto varen impactar al Baleares, enfonsant-lo. De la seva tripulació de 1.206 homes varen morir o desaparèixer 765 mariners, entre ells el vicealmirall Manuel Vierna Belando, comandant de la divisió de creuers del bàndol nacionalista.
L'enfonsament del Baleares va ser celebrat com una gran victòria pel govern republicà. Després d'aquesta victòria, el comandant de la flota republicana Luis González de Ubieta va ser guardonat amb la Placa Laureada de Madrid, el premi militar per heroïsme més alt de la Segona República espanyola. El Distintivo de Madrid, el qual havia estat establert per la República espanyola per tal de valorar i recompensar, va ser entregat als creuers Libertad i Méndez Núñez, i als destructors Lepanto, Almirante Antequera i Sánchez Barcáiztegui, així com als seus membres de la tripulació. Aquests vaixells varen obtenir un penó especial i els homes portarien una placa especial en els seus uniformes amb l'Escut de Madrid.
Malgrat el valor de propaganda d'aquesta victòria per la República, va tenir poc efecte en la guerra.

#### Finalització de la Guerra Civil
El 5 de març de 1939 la Força de l'Aire Nacionalista va bombardejar el port de Cartagena, la base principal de l'Armada Republicana, enfonsant el destructor Sánchez Barcaiztegui. Després del bombardeig es produí una revolta avivada pel malestar que hi havia a la ciutat i el comandant de la flota republicana Miguel Buiza va ordenar l'evacuació de la major part que podia navegar de l'Armada republicana. Aprofitant la nit, els creuers Miguel de Cervantes, Libertad i Mendez Nuñez, Lepanto els destructors, Almirante Valdés, Almirante Antequera, Almirante Miranda, Escaño, Gravina, Jorge Juan i Ulloa així com els submarins C-2 i C-4, varen deixar el port de Cartagena amb rumb a la costa argeliana. Devant de la ciutat d'Oran, el comandant Miguel Buiza va demanar permís demanat per ancorar, però el permís per fondejar, permís que va ser denegat per les autoritats navals de l'Algèria francesa i el van dirigir cap a Bizerta, part del protectorat francès de Tunísia on la flota va ser embargada per les autoritats franceses. Excepte uns quants tripulants que van ser posats sobre el servei de guàrdia en els vaixells, els mariners republicans espanyols i els seus oficials varen ser interneats en un camp de concentració a Meheri Zabbens.
Als darrers mesos de la guerra alguns dels vapors pertanyent a la Compañía Transatlántica Española i a l'empresa Trasmediterránea van ser requisats per l'Armada Republicana usar-los en l'evacuació dels habitants de ciutats costaneres que eren assetjades pels exèrcits comanats pel general Franco.
Al final del conflicte un total de 8 importants vaixells de guerra republicans havien estat enfonsats, 5.676 tones en total; els vaixells supervivents de la flota Republicana esdevingueren part de l'Armada d'Espanya Nacionalista.
La majoria dels documents que relatius a l'Armada Republicana espanyola son actualment en poder del Archivo General de la Marina "Álvaro de Bazán".

## Batalles navals a la Guerra Civil
- La Guerra Civil al mar de les Balears
- Batalla del Cap Sersell
- Batalla de Cap Espartel
- Batalla de Cap Machichaco
- Batalla de Cap de Palos
- Bombardeig d'Almería
- Comboy de la victoria

## Unitats navals de l'Armada Republicana espanyola

### Abril 1931 - juliol 1936
Aquestes són les unitats navals principals entre el 14 d'april de 1931 i el 16 de juliol de 1936. Tankers, transports de tropa, tugboats, vaixells de guàrdia de la costa i barques de torpede. No són inclosos els vaixells de transport, els remolcadors, els torpediners ni els guardacostes.

#### Cuirassats
- (16.400 t, 8 x 305 mm)
  - Alfonso XIII (1915), segon de la "unitat de classe España". El seu nom va ser canviat a España.[37]
  - Jaime jo (1921), tercer de la "unitat de classe España".

#### Creuers
- De la classe pesant Canarias (13.000 t, 8 x 203 mm)
  - Creuer Canarias, primer vaixell de la classe Canarias; la seva construcció va començar a les dressanes del Ferrol a 1928 a la Sociedad Española de Construcción Naval (SECN).
  - Baleares. Segona unitat de classe Canarias, va ser construït a les mateixes drassanes.
- (6.500 t, 9 x 152,4 mm)
  - Republica (1923). Anteriorment Reina Victoria Eugenia, rebatejat Republica el 1931; era l'únic vaixell d'aquesta classe.[37]
- (6.000, 6 x 152,4 mm)
  - Blas de Lezo (1924), primer vaixell d'aquesta classe. Enfonsat l'any 1932 per un accident.
  - Méndez Núñez (1924), segona unitat de la classe Blas de Lezo.
- Classe creuers lleugers Almirante Cervera (9.000 t 8 x 152,4 mm)
  - Libertad (1927). Anteriorment Príncipe Alfonso, l'any 1931 va ser rebatejat amb el nom Libertad ; primer vaixell de la classe Cervera.[37] Vaixell insígnia de l'Armada Republicana espanyola.
  - Almirante Cervera (1928), segona unitat de la classe.
  - Miguel de Cervantes (1930), segona unitat de la classe Príncipe Alfonso.
- Río de la Plata (1900), únic vaixell de la seva classe. Des de 1921 era usat per hostatjament i formació del personal de la base d'Aeronáutica Naval de Barcelona.
- Emperador Carlos V (1898), únic vaixell de la seva classe. Creuer cuirassat utilitzat com a pontó per exercicis fins que va ser desguassat l'any 1933.

#### Destructors
- (380 t, 2 x 75 mm)
  - Proserpina (P) (1898), sisena unitat de la classe Furor. Desguassat l'any 1931.
- (370 t, 5 x 57 mm)
  - Villaamil (V) (1916), segona unitat de la classe.
  - Cadarso (C) (1917), tercera unitat de la classe Bustamante.
- (1.160 t, 3 x 101,6 mm)
  - Alsedo (Un) (1924), primera unitat de la seva classe.
  - Velasco (V) (1925), segona unitat de la classe.
  - Lazaga (L) (1924), tercera unitat de la classe.
- (1600 t, 5 x 120 mm)[38]
  - Primera sèrie
    - Sánchez Barcáiztegui (SB) (1928), tercera unitat.
    - José Luis Díez (JD) (1929), quarta unitat.
    - Almirante Ferrándiz (AF) (1929), cinquena unitat.
    - Lepanto (L) (1930), sisena unitat.
    - Churruca (CH) (1931), setena unitat.
    - Alcalá Galiano (AG) (1931), vuitena unitat.
    - Almirante Valdés (VS), novena unitat, en construcció a la Sociedad Española de Construcción Naval (SECN) de Cartagena.

  - Segona sèrie (Tots construïts a SECN Cartagena)
    - Almirante Antequera (AA)
    - Almirante Miranda (SÓC)
    - Císcar (CR)
    - Escaño (E)
    - Gravina (G)
    - Jorge Juan (JJ)
    - Ulloa (UA)

#### Altres vaixells
- Transport d'aeronaus Dédalo (1922). Rellevat de servei l'any 1934 i va ser malmès en un atac l'abril de 1936. L'any 1940 va ser desguassat a València.[39]
- Vaixell de rescat de submarins Kanguro (1920)
- Vaixell d'entrenament Galatea, (1922)
- Vaixell d'entrenament Juan Sebastián Elcano, (1927)

#### Submarins
- Isaac Peral (1917), Construit als Estats Units similar al Holland M-1. Batejat amb el nom Isaac Peral, capità i constructor pioner de submarins. Rellevat de servei l'any 1932 i desguassat.
- Submarins de classe A, construïts a Itàlia:
  - Narciso Monturiol (A-1) (1917), batejat amb el nom Narcís Monturiol i Estarriol constructor del primer submarí. Rellevat de servei l'any 1934 i desguassat.
  - Cosme García (A-2) (1917), amb el nom del constructor pioner de submarins Cosme García Sáez. Rellevat de servei l'any 1931 i desguassat.
  - A-3 (1917), Rellevat de servei l'any 1932 i desguassat.
- Submarins de classe B. Construits a Espanya, similars als de classe Cachalot.
  - B-1 (1922), classe B primera unitat.
  - B-2 (1922), classe B segona unitat.
  - B-3 (1922), classe B tercera unitat.
  - B-4 (1923), classe B quarta unitat.
  - B-5 (1925), classe B cinquena unitat.
  - B-6 (1926), classe B sisena unitat.
- Submarins de classe
  - Isaac Peral (C-1) (1928), primer submarí de la seva classe.
  - C-2 (1928), classe C segona unitat.
  - C-3 (1929), classe C tercera unitat. Enfonsat per un submarí alemany U-34 el 12 de desembre de 1936 prop de Màlaga.
  - C-4 (1929), classe C quarta unitat.
  - C-5 (1930), classe C cinquena unitat.
  - C-6 (1930), classe C sisena unitat.

### Juliol 1936 - inici de 1939

Perfil del Jaime I l'any 1937

Aquests són les unitats navals principals de l'Armada Republicana espanyola entre el cop de juliol contra la República espanyola i la derrota de les Forces armades Republicanes en la Guerra Civil. Tots els vaixells supervivents esdevingueren part de l'Armada d'Espanya Nacionalista.

#### Cuirassats
- Jaime I (1921–1937), es va enfonsar el 17 de juny de 1937 després d'una explosió durant feines de reparació. Alguns autors creuen que l'explosió era el resultat d'un sabotatge fet per membres de l'organització de cinquena columna Socorro Blanco a Cartagena.[40][41]

#### Creuers
- Classe Blas de Lezo
  - Méndez Núñez, (1924–1963), va fugir a Bizerta després dels esdeveniments de març de 1939 a Cartagena
- Classe Almirante Cervera
  - Libertad, (1927–1965), ex Príncipe Alfonso, va fugir a Bizerte després dels esdeveniments de març de 1939 a Cartagena
  - Almirante Cervera, (1928–1965)
  - Miguel de Cervantes, (1930–1964), malmès per un torpede disparat per un submarí italià a principis de la Guerra Civil. No va ser totalment reparat fins a gairebé el final de la guerra i va fugir a Bizerta després dels esdeveniments de març de 1939 a Cartagena.

#### Destructors
- Classe Alsedo

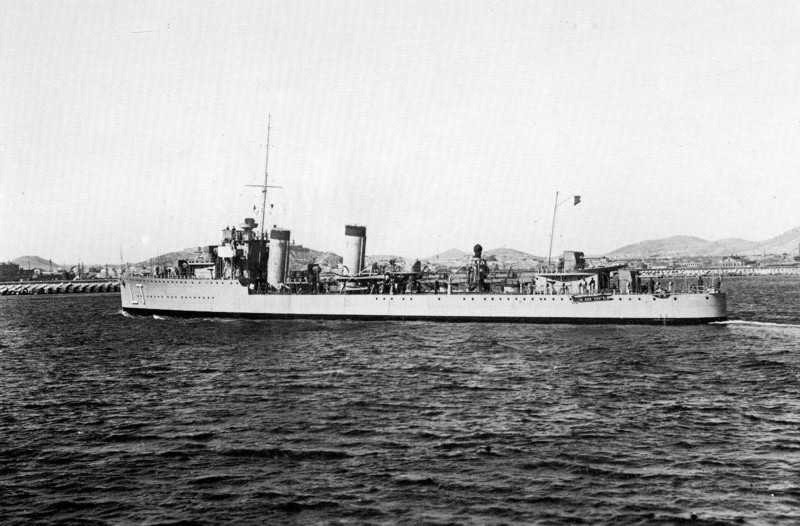
Destructor Lepanto, un dels vaixells republicans que van salpar de Cartagena rumb a Bizerta a març 1939.

  - Alsedo (A), (1924–1957), capturat pels rebels al port de Cartagena al final de la Guerra Civil
  - Lazaga (L), (1925–1961), a la drassana de Cartagena al final de la Guerra Civil
- Classe Churruca
  - Primera sèrie
    - Sánchez Barcáiztegui (SB), (1928–1964), es va enfonsar a març de l'any 1939 als esdeveniments de Cartagena, reflotat i a la drassana de Cartagena pel final de la Guerra Civil
    - José Luis Díez (JD), (1929–1965), esdevenia part de l'Armada Auxiliar basca dins 1936. Va ser capturat Gibraltar a 1938
    - Almirante Ferrándiz (AF), (1929–1936), va ser enfonsat pel creuer Canarias el 21 de setembre de 1936 a la Batalla de Cap Espartel[42]
    - Lepanto (LE), (1930–1957), va fugir a Bizerta després dels esdeveniments a Cartagena el març de 1939
    - Churruca (CH) (1931–1963), capturat pels rebels al port de Cartagena al final de la Guerra Civil
    - Alcalá Galiano (AG), (1931–1957), a la drassana de Cartagena pel final de la Guerra Civil
    - Almirante Valdés (AV), (1933–1957), va fugir a Bizerta després dels esdeveniments a Cartagena el març de 1939

  - Segona sèrie
    - Almirante Antequera (AA), (1935–1965), va fugir a Bizerte després dels esdeveniments a Cartagena el març de 1939
    - Almirante Miranda (SÓC), (1936–1970), va fugir a Bizerte després dels esdeveniments a Cartagena el març de 1939
    - Císcar (CR), (1936–1957), formà part de l'Armada Auxiliar basca l'any 1936. Va ser enfonsat pel bombardeig l'any 1937 a El Musel, Astúries. Reflotat i utilitzat per l'armada nacionalista l'any 1938
    - Escaño (E), (1936–1963), va fugir a Bizerta després dels esdeveniments a Cartagena el març de 1939
    - Gravina (G), (1936–1963), va fugir a Bizerta després dels esdeveniments a Cartagena el març de 1939
    - Jorge Juan (JJ), (1937–1959), va fugir a Bizerta després dels esdeveniments a Cartagena el març de 1939
    - Ulloa (UA), (1937–1963), va fugir a Bizerta després dels esdeveniments a Cartagena el març de 1939

  - Tercera sèrie
    - Liniers, en construcció a Cartagena
    - General Álava, en construcció a Cartagena

#### Submarins
- Submarins de classe B
  - B-1, (1922–1940), enfonsat a Cartagena el 1937
  - B-2, (1922–1952), embarrancat a Cartagena
  - B-3, (1922–1940), embarrancat a Cartagena
  - B-4, (1923–1941), embarrancat a Cartagena
  - B-5, (1925–1936), es va enfonsar a Estepona
  - B-6, (1926–1936), enfonsat pel destructor Velasco
- Submarins de classe C
  - Isaac Peral (C-1), (1928–1950), enfonsat l'any 1938 i reparat després de la Guerra Civil
  - C-2, (1928–1951), va fugir a Bizerta després dels esdeveniments a Cartagena el març de 1939
  - C-3, (1928–1936), enfonsat devant de Màlaga pel submarí alemany U-34 de la Nazi Kriegsmarine a l'Operació Ursula
  - C-4, (1928–1946), va fugir a Bizerta després dels esdeveniments a Cartagena el març de 1939
  - C-5, (1928–1937), el destí desconegut
  - C-6, (1928–1937), enfonsat
- Submarins de classe D
  - D-1, en construcció en Cartagena
  - D-2, en construcció en Cartagena
  - D-3, en construcció en Cartagena

## L'Aeronáutica Naval

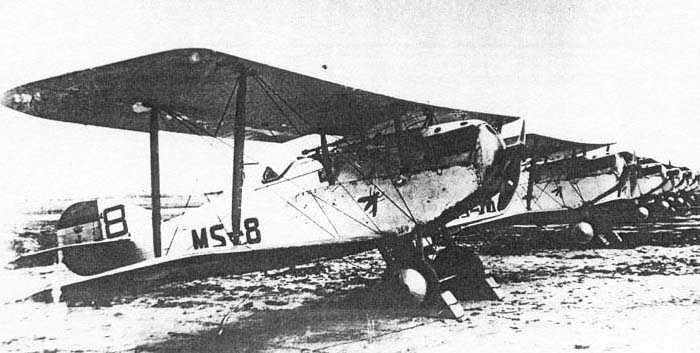
Biplà Martinsyde F.4 Buzzard.

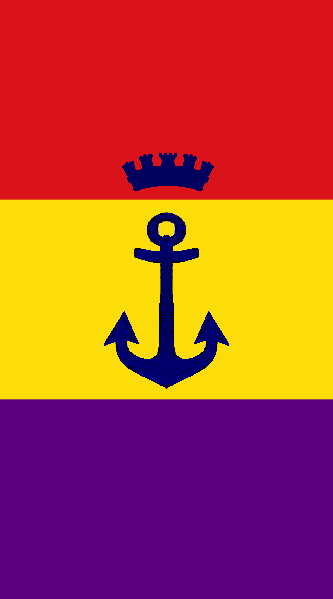
Ensenya de lAeronáutica Naval (1931-1936) pel timó de direcció

Aeronáutica Naval era el cós d'aviació naval de l'Armada Republicana espanyola. L'any 1920 aquest cós, establert quatre anys abans per un Reial decret, esdevenia operatiu a El Prat, a la mateixa ubicació on actualment hi ha l'Aeroport de Barcelona. Aeronáutica Naval es va integrar a l'exèrcit republicà a setembre de l'any 1936, després de la reorganització de les forces armades feta el juliol 1936, esdevenint part de la Força de l'Aire Republicana espanyola.
Els avions existents l'any 1931 a Aeronáutica Naval eren models obsolets. El comandant Francisco Moreno Fernández va fer una inspecció entre 1932 i 1933 i va concloure que els vells hidroavions Dornier i els Savoia no podrien portar torpedes aeris o bombes i servien per fer missions de reconeixement. Alguns Vickers Vildebeest s'estaven construint sota llicència CASA amb destí a Aeronáutica Naval, però no havien estat ordenats amb sistemes de portar armament, per tant molts oficials van tenir dubtes sobre la seva conveniència. Aquells oficials, preocupats sobre la modernització de l'Armada també varen fer notar que cap dels vaixells més nous en aquell temps eren equipats per portar avions. El portaaeronaus Dédalo, tot i que va tenir uns molt eficaços tallers de reparació a bord, era un vapor lent i vell que no duraria molt més temps, en paraules d'Almirall Francisco Moreno.
Els dos creuers pesants de classe Canarias que es construïren des de l'any 1928 s'havien previst per portar com a mínim un hidroavió, però no s'hi havia fet encara cap decisió respecte del tipus de catapulta d'aeronaus o sobre els models d'avió que portarien. Finalment, l'any 1934 l'Armada Republicana espanyola va contactar el constructor Hawker Aircraft pel que fa a la compra de quatre hidroavions Hawker Osprey destinats als creuers classe Canarias que eren en construcció. Finalment només un avió, conegut com a 'Spanish Osprey', es va entregar amb un motor Hispano-Suiza 12Xbrs.
L'any 1932 els anticuats Avro 504K d'entrenament varen ser reemplaçats pels més moderns Hispano Aviación E-30. Entre 1934 i 1935 l'Armada Republicana va provar de modernitzar la seva envellida flota d'aeronaus i va considerar reemplaçar els Dornier Do J Wal amb Breguet 521 Bizerte i el Macchi M.18 amb Potez 452.
L'any 1936 el Aeronáutica Naval també va tenir una secció de dirigibles. A 1934, quan el portaaeronaus Dédalo va ser tret de servei actiu, l'Aeronáutica Naval perdia la majoria dels seus oficials, que varen ser transferits a altres branques de l'Armada Republicana espanyola.

## ElInfantería de Marina

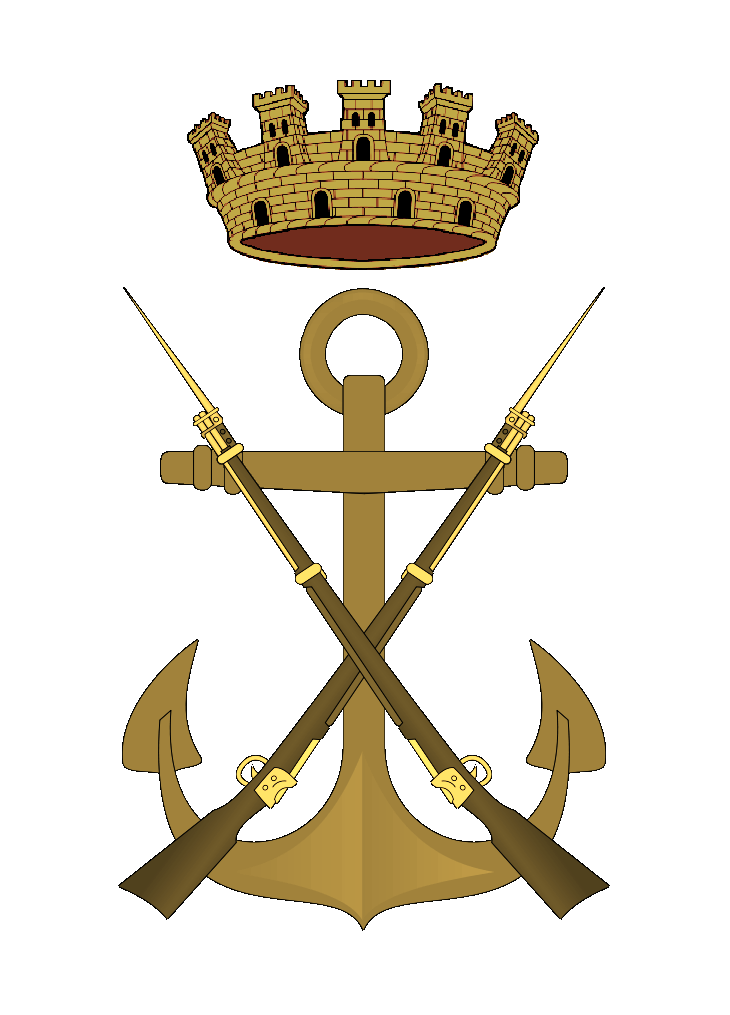
Insígnia del Cós de Mariners de l'Armada Republicana espanyola (1931-1939)

El Cós de Mariners de l'Armada (Infantería de Marina) va ser identificat com a "força colonial" als primers temps de la República espanyola a causa de la funció d'alt nivell que va tenir en les impopulars guerres en Àfrica Del nord (1920–1926). El que feia poc que va ser nomenat Ministre de la Guerra, Manuel Azaña, va planejar a separar el cos marí com una de les seves precipitades reformes a les forces armades espanyoles.
Malgrat aquest afer, la guerra Civil va començar abans que la Infantería de Marina fos oficialment apartada i a l'octubre de 1936 el Ministeri de Guerra va ser reemplaçat pel 'Ministeri de Defensa Nacional', que va ser dirigit pel primer ministre, Largo Caballero. Per això el Cós de Mariners de l'Armada Republicana en les àrees que hi havien quedat lleials al govern no va ser dissolt i formà part de la nova estructura militar de la república. A la base naval republicana de Cartagena el Tercio de Levante del Cós de Mariners era acuarterat i utilitzat principalment per serveis de guàrdia dels vaixells amarrats i d'edificis navals, així com per usar armament antiaèri.
Algunes unitats republicanes de Infantería de Marina també varen participar en accions de combat; la Brigada Mixta 151, era una brigada mixta composta de mariners comanats pel Comandant Pedro Muñoz Caro. La seva activitat d'operacions de desembarcament va ser limitada, tanmateix, per la manca d'accions ofensives i la ineficàcia general de l'Armada Republicana espanyola. Per això, aquests mariners republicans van participar majoritàriament en terra ferma donant suport a l'Exèrcit en batalles com la batalla de l'Alfambra, Batalla de Brunete, Batalla del Ebro i la batalla del Segre, lluny del mar. El fotògraf Robert Capa va fer fotografies als mariners en aquestes batalles.
El Tinent Coronel de la Infantería de Marina republicna Ambrosio Ristori de la Cuadra, va ser mort en acció durant el setge de Madrid, i se li va atorgar a títol póstum la Placa Laureada de Madrid.

## Graduacions
L'Armada Republicana espanyola va introduir uns quants canvis en les banderes, insignies i gallardets, així com en la insígnia de grau d'Oficial d'Armada. El llaç (coca) va ser reemplaçat per una estrella daurada de cinc puntes i la corona reial dels botons de llautó i de les gorres de visera per oficials i gorgets (golas) reemplaçada per una muralla amb merlets. Els càrrecs dels oficials de l'Armada Republicana espanyola es veuen dessota.
| Espanya (1931–1939) |                   |                   |                   |                    |                    |  |
| Capità de Vaixell   | Capità de Fragata | Tinent de Corbeta | Tinent de Vaixell | Alferes de Vaixell | Alferes de Fragata |  |

### Posicions d'agents de servei i enrolats
- Mariner
- Mariner de Primera
- Caporal
- Sergent
- Brigada
- Subajudant (1931-1935)
- Subtenent

### Banderes de graduació militar i gallardets
Les banderes de posició i els gallardets de l'Armada Republicana espanyola van seguir el mateix patró establert per l'Armada espanyola des de l'any 1914. Els únics canvis eren les bandes d'igual amplada i el reemplaçament del color vermell de la banda més baixa amb elmorat tricolor republicà.

Bandera de Ministre de l'Armada
Bandera de Capità general de la flota
Bandera d'Almirall
Bandera de Vicealmirall
Bandera de Vicealmirall (revers)
Bandera de Contraalmirall
Bandera de Contraalmirall (revers)
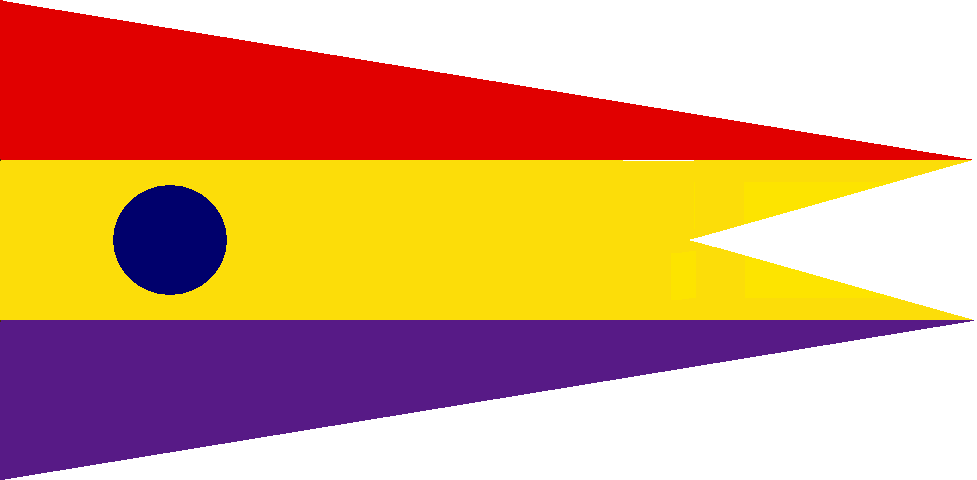
Gallardet. Capità de Vaixell (al capdavant d'una Esquadra Naval).
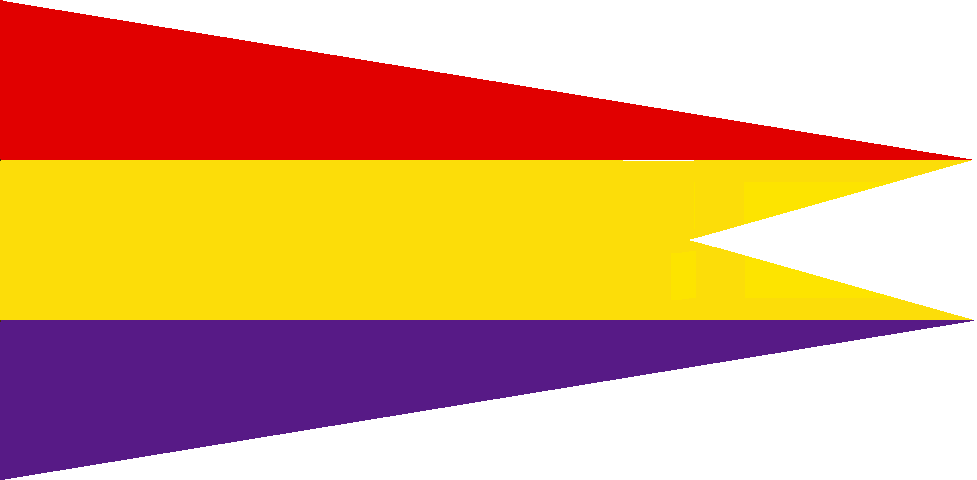
Gallardet. Capità de Vaixell (al capdavant d'una Divisió Naval).
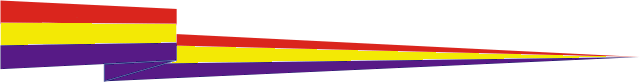
Grímpola. Comandant de vaixell de guerra
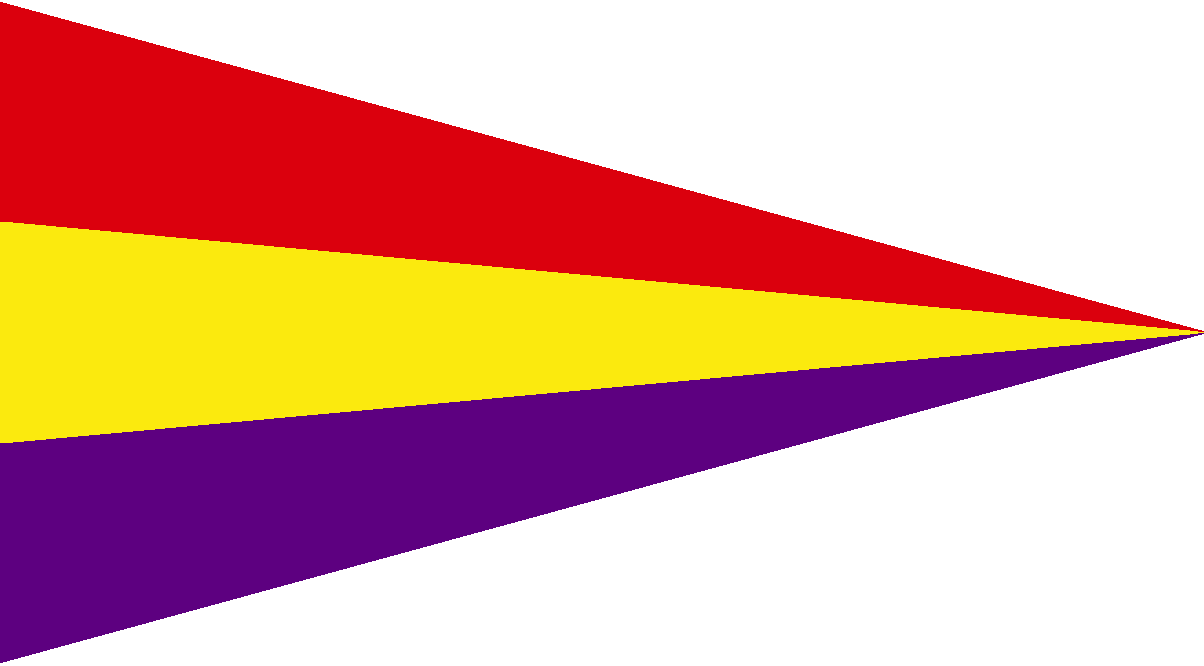
Grímpola que indica el comandant de més antiguitat en una reunió de vaixells de l'Armada
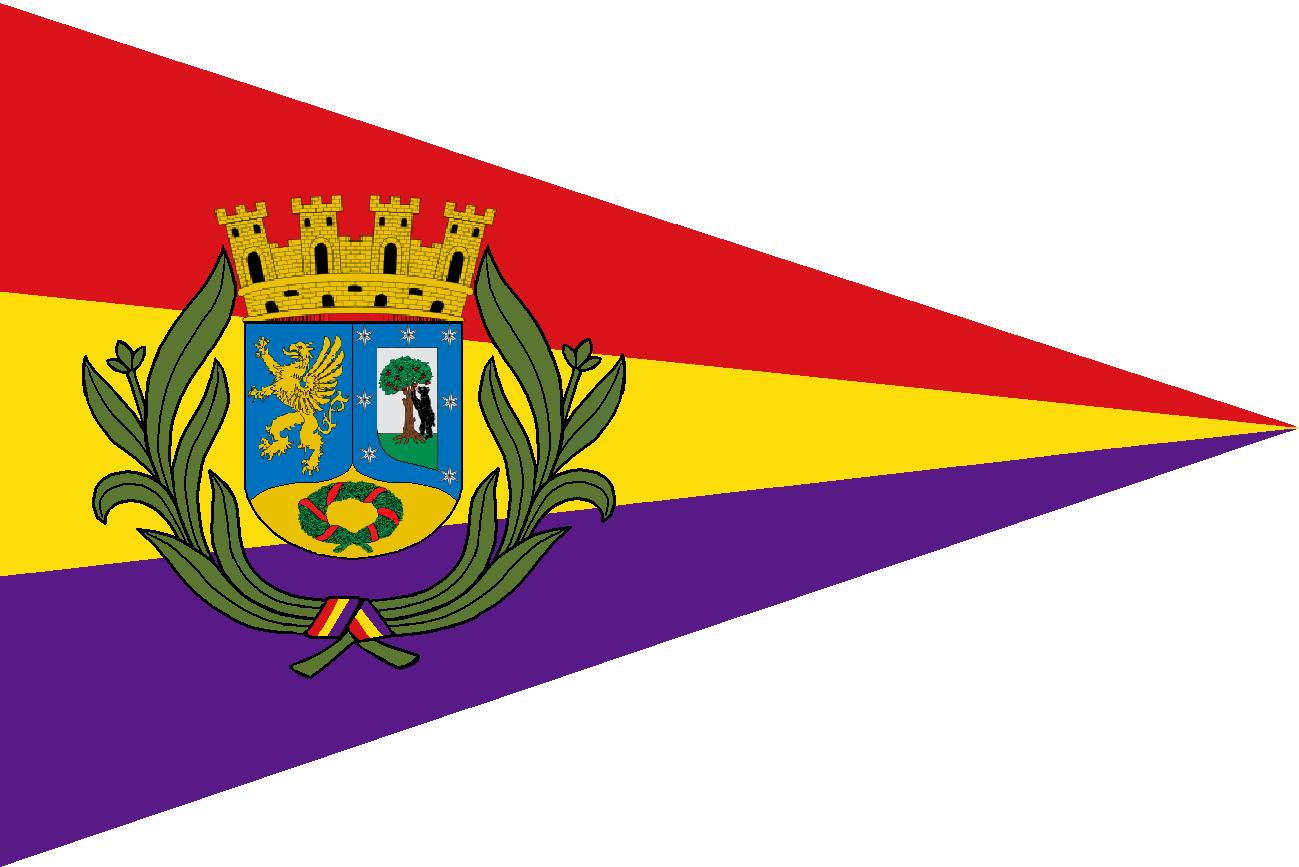
“Distintivo de Madrid” atorgat l'any 1938 als vaixells que van participar en la Batalla de Cap de Palos